# Maria Virginia Onorato
Maria Virginia Onorato (Roma, 26 gennaio 1942 – Roma, 11 febbraio 2017) è stata un'attrice, sceneggiatrice e regista italiana.
Figlia di Giovanni Onorato e Graziella Ceri, entrambi attori e doppiatori, viene ricordata soprattutto per aver sceneggiato e diretto nel 1974 L'ultimo uomo di Sara, nel quale ha recitato il fratello Glauco e con colonna sonora firmata da Ennio Morricone.

## Filmografia parziale

### Attrice
- L'arte di arrangiarsi, regia di Luigi Zampa (1954)
- Il cavaliere dai cento volti, regia di Pino Mercanti (1960)
- Il comandante, regia di Paolo Heusch (1963)
- Gli arcangeli, regia di Enzo Battaglia (1963)
- Un altro giorno ancora, regia di Tonino Zangardi (1995)[1]

### Regista
- L'ultimo uomo di Sara (1974)
- Un attore contro - Gian Maria Volonté (2004, assieme a Ferruccio Marotti)[2]